# Charlie Blažek
Zdeněk Charlie Blažek (* 6. ledna 1963, Strakonice) je český kytarista, aranžér, hudební režisér a producent.

## Život
Po absolutoriu Státní konzervatoře Plzeň a vojenské služby v Armádním uměleckém souboru Víta Nejedlého v Praze, působil v letech 1989 až 1993 jako kytarista jak Tanečního, tak Jazzového orchestru Československého rozhlasu. Od 1991 do 2017 byl členem orchestru Golem (sólisté J. Laufer, P. Janů a další), od 1994 doprovázel Karla Gotta v jeho doprovodné skupině KGB, průběžně též působil v doprovodných skupinách Dalibora Jandy, Petra Koláře, Martina Maxy a dalších. V kapelách Pajky Pajk a Moondance Orchestra doprovázel televizní přenosy Česko hledá SuperStar, Stardance, Duety, X-Factor, Ceny TýTý nebo Český slavík. V roce 2006 absolvoval Trilogy tour s kapelou Olympic.
Na začátku devadesátých let založil původně studiovou skupinu Charlie Band, se kterou krom pravidelné studiové práce vystupoval též v klubech v Česku i v zahraničí s jazzovým repertoárem. Od roku 2008 doprovází na koncertech především Helenu Vondráčkovou. Pravidelně s tímto bandem vystupoval v televizní talkshow Jana Saudka, v roce 2005 doprovázel rozšířený o smyčce krasobruslařskou exhibici Nebeské hrany. Dále to byly TV pořady – Silvestr z Václaváku, ceny Anděl 2007 a další. Kapela také doprovázela koncert k 70. narozeninám Karla Gotta v O2 Aréně vysílaný Českou televizí.
Jako kytarista, aranžér, hudební režisér nebo producent se podílel na více než dvou stech českých hudebních albech popu, rocku, jazzu či vážné hudby. Jako hudební režisér se podílel na albech K. Gotta, H. Vondráčkové a dalších. Jako hudební režisér, aranžér a producent pak na albech K. Černocha, P. Bobka, K. Zicha, P. Janů, M. Maxy, P. Černocké, D. Jandy a dalších. Jako kytarista a spoluproducent se podílel na několika albech s hudebníkem Ivanem Králem.
Od roku 1996 je člen Ochranného svazu autorského (160 hudebních děl). Je autorem hudby k písním pro H. Vondráčkovou, K. Černocha, D. Jandu , M. Absolonovou, H. Janků atd. Je spoluautorem písní s Karlem Gottem na jeho albech Pokaždé a Můj strážný anděl. Jako kytarista působil v muzikálech – Jesus Christ Superstar, Vlasy, Drákula, Evita, Rusalka, Rocky, Ať žijí duchové, Mamma Mia, Tarzan.